# Miquel Agelet
Miquel Agelet i Besa (Lérida, 1845-1915) fue un político y abogado de Cataluña, España, conde de Vinatesa desde 1912 y padre de Josep Agelet. Desde 1882 fue el jefe del Partido Liberal en la provincia de Lérida, junto con Emili Riu i Periquet.
Fue concejal en el ayuntamiento de Lérida, presidente de la Diputación, y diputado de su partido por el distrito de Lérida en varias elecciones generales en el Congreso de los Diputados (1886, 1893, 1898 y 1901) con un paréntesis en que lo fue por Solsona (1891). En 1896 y en 1899 fue senador por elección, y senador vitalicio desde 1903.
La suya era una familia dedicada plenamente a la política. Su hermano Antoni fue miembro de la Junta Revolucionaria de Lérida en 1868 durante el Sexenio democrático y diputado provincial. Y sus hijos siguieron su vocación política: Josep Agelet, diputado, y Jaume Agelet, diplomático y poeta.